# تایم کد (فیلم ۲۰۱۶)
تایم کد (انگلیسی: Timecode) فیلم کوتاهی ست در ژانر درام، به کارگردانی خوانخو گیمنز که در سال ۲۰۱۶ منتشر شد. این فیلم که به شیوهٔ لایو اکشن ساخته شده‌است در جشنواره کن ۲۰۱۶، برندهٔ نخل طلای فیلم کوتاه شد.

## خلاصه داستان
لونا نگهبان یک پارکینگ است. یک روز کارفرما به او تلفن می‌زند و می‌گوید چراغ ماشین یکی از ساکنان شکسته و از او می‌خواهد موضوع را پیگیری کند. لونا با بازبینی فیلم دوربین مداربسته متوجه می‌شود دیه‌گو، نگهبان شیفت شب، در حال رقص، تصادفی چراغ را شکسته. لونا دیه‌گو را لو نمی‌دهد و موضوع را لاپوشانی می‌کند، در عوض نشانه‌هایی به جا می‌گذارد تا همکارش متوجه شود، که او از رقص شبانه باخبر است. گفتگویی میان دو همکار آغاز می‌شود، اما این گفتگو کلامی نیست، هر کدام با نشانه‌هایی که از خود باقی می‌گذارند، به دیگری پیغام می‌دهند که روز و شب گذشته کجا بوده‌اند و چه کرده‌اند.

## جوایز
- برنده نخل طلای فیلم کوتاه[۲]
- برنده جایزه گویا به عنوان بهترین فیلم کوتاه داستانی[۳]
- برنده جایزه از جشنواره بین‌المللی فیلم کوتاه مونیخ[۴]
- نامزد دریافت جایزه اسکار بهترین فیلم کوتاه[۵]